# Crotalaria goiasensis
Crotalaria goiasensis är en ärtväxtart som beskrevs av Donald Richard Windler och S.G.Skinner. Crotalaria goiasensis ingår i släktet sunnhampor, och familjen ärtväxter. Inga underarter finns listade i Catalogue of Life.